# Campanula fastigiata
Campanula fastigiata là loài thực vật có hoa trong họ Hoa chuông. Loài này được Dufour ex Schult. mô tả khoa học đầu tiên năm 1819.